# 東格里羅國家公園
東格里羅國家公園（Tongariro National Park），又譯作堂加利洛國家公園、汤加里罗国家公园，是位于新西兰北岛中部火山平原的一個火山類型的國家公園，在1990年列入世界遺產。根据文化风景修改标准，东格里罗国家公园于1993年成为第一个被列入世界遗产目录的公园。它是毛利部落在19世紀獻給全部新西蘭人的神山，希望得到保護以避免這塊毛利聖地被移民的開發而玷污。

## 历史

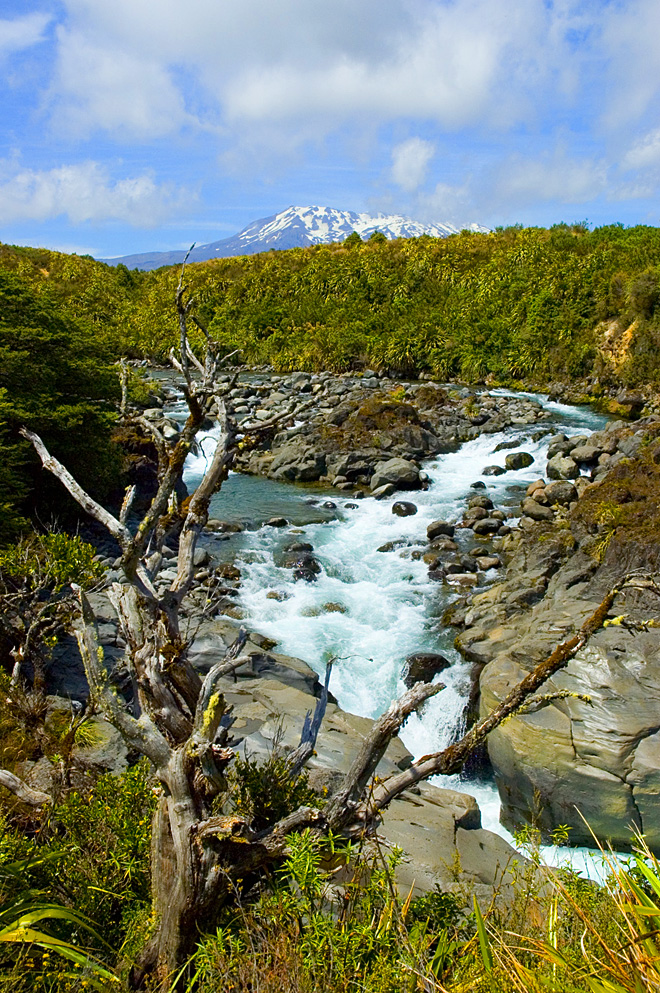
冰河谷

东格里罗国家公园始建于1887年。当时的毛利酋长蒂休休图基诺四世出于对国家的信任，将汤加里罗山、鲁阿佩胡山和奈乌鲁赫山三座的火山作为礼品赠送给英国。1894年，东格里罗国家公园正式成立，成为了新西兰最早的国家公园，同时也是世界上第4个国家公园。
在东格里罗国家公园内有许多火山，最典型的为汤加里罗山、鲁阿佩胡山和奈乌鲁赫山。这三座火山在距今200万年前左右就开始喷发，至今仍处于活跃状态 。例如1953年聖誕節前夕，东格里罗国家公园内一次猛烈的爆發，造成洪水奔流，水與土石將鐵路路橋沖断，稍後一列火車疾駛而來，隨即衝入河中，造成153人不幸罹難的慘劇。1995年9月，魯瓦皮胡山再度爆發，受此影响，附近的閥卡帕帕滑雪場（Whakapapa skifield）的遊客四處奔逃。由于所喷出的岩浆未波及到滑雪道，所以没有产生较大影响。

## 现况

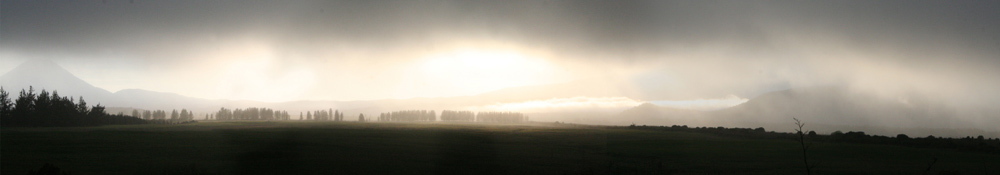
东格里罗国家公园的日出

东格里罗国家公园占地面积约为765.4平方千米，目前公园内共有15座近代活动过或正在活动的火山口，沿东北方向呈线状排列。其中，包括三个著名的活火山，即汤加里罗山、鲁阿佩胡山和奈乌鲁赫山。鲁阿佩胡火山是新西兰北岛的最高点，海拔约2796米，被认为是滑雪胜地，是一座只有75万年历史的活火山。汤加里罗国家公园的地热资源丰富，尤其是公园内的沸泥塘被称为是一个奇观，泥塘中黄色的泥浆突突沸跳，就像熬稠的米粥。除此之外，东格里罗公家公园内的群山基本覆盖着森林植被，与高山雪景和流淌的溪水共同组成了秀丽的风光。
东格里罗国家公园内栖息的几维鸟是新西兰的国鸟，如新西兰的国徽和硬币都用它作为标记。在公园内还存留有一些毛利人遗迹。
与新西兰其他地方一样，东格里罗国家公园也处于温带。在冬季时，东格里罗国家公园的日温差很大。在夏季时，东格里罗国家公园的几座火山口上可能还会被白雪覆盖着。

## 外部連結
- 國家公園官方網站 （页面存档备份，存于）
- 世界遺產組織的介紹頁 （页面存档备份，存于）
- The Open Earth Project

39°12′00″S 175°35′00″E / 39.2°S 175.58333°E